# 690. pehotni polk (Wehrmacht)
Za druge 690. polke glejte 690. polk.
690. pehotni polk (izvirno nemško Infanterie-Regiment 690) je bil eden izmed pehotnih polkov v sestavi redne nemške kopenske vojske med drugo svetovno vojno.

## Zgodovina
Polk je bil ustanovljen 20. oktobra 1940 kot polk 14. vala na področju Kemptena iz delov 179. pehotnega polka in I. bataljona 127. pehotnega polka; polk je bil dodeljen 337. pehotni diviziji.
6. marca 1942 je bil II. bataljon odvzet in dodeljen 672. pehotnemu polku.
15. oktobra 1942 je bil polk preimenovan v 690. grenadirski polk.